# RegSnap
RegSnap — инструмент, который позволяет произвести анализ изменений, внесённых в реестр Windows.

## Описание
RegSnap производит анализ всех внесённых изменений в реестр, может делать снимок, а также сравнивать и сопоставлять их на различия, какие ключи и значания были изменены или удалены. Ко всему прочему, утилита производит анализ системной части операционной системы Microsoft Windows, включая анализ файлов win.ini, system.ini, config.sys и autoexec.bat. Все отчёты можно сохранить в HTML файл, а полученные результаты в файл реестра для быстрой модификации системы на другом компьютере. 
RegSnap способна работать как из командной строки, так и вызываться из другой программы с помощью OLE автоматизации, а также подключиться к удалённому реестру.